# 191494 Berndkoch
191494 Berndkoch este un asteroid din centura principală de asteroizi.

## Descriere
191494 Berndkoch este un asteroid din centura principală de asteroizi. A fost descoperit pe 16 octombrie 2003 la Mulheim-Ruhr de Axel Martin. Asteroidul prezintă o orbită caracterizată de o semiaxă mare de 3,17 ua, o excentricitate de 0,08 și o înclinație de 14,0° în raport cu ecliptica.